# Caterina d'Ortafà
Caterina d'Ortafà (Desconegut, 1400 - desconegut segle xv) fou una noble catalana vinculada a Girona i Canet de Rocabertí. Fou l'esposa del noble Pere de Rocabertí i d'Erill, senyor de Sant Mori.

## Biografia
Caterina d'Ortafà fou una dama rossellonesa casada amb Pere de Rocabertí, membre d'una branca secundària d'aquesta important família empordanesa, els Rocabertí de Cabrenys. Pere fou senyor del castell de Sant Mori, senyoriu que obtingué de la seva germana Joana, vídua i hereva de Pere de Vilagut, el qual morí sense fills el 1449. Trobem a Caterina d'Ortafà i a la seva cunyada Joana actuant conjuntament en afers del senyoriu i foren empresonades plegades al castell de Sant Mori a l'inici de la guerra civil i portades preses a Barcelona, i per fi alliberades un any després, el 1463.
La presa de Sant Mori pel senyor de Cruïlles, lleial a la Generalitat, és una resposta a la posició de Pere de Rocabertí, que era capità de Joan II i ho fou durant tota la guerra civil sostinguda entre el monarca i la Generalitat (1462-1472). Caterina, qui feu costat al seu marit, era amb ell a Girona pel juliol de 1467, quan aquest defensava la Força assetjada per les tropes del duc Joan de Lorena, fill de Renat I, el qual havia estat nomenat rei dels catalans l'any anterior. En el setge, va caure ferit de gravetat davant les muralles gironines el cavaller de Lorena, Adrià de Laval. Caterina en va tenir cura personalment i el va assistir fins al moment de la seva mort. Aquest gest altruista li fou agraït pel duc de Lorena, cosí del cavaller tant magníficament atès per aquella dama, de manera que trobant-se Girona assetjada va obtenir permís per treure de la ciutat les seves joies, diners i vestits i emportar-se’ls. El duc feia constar que la concessió li feia per les seves virtuts i per la fama que l'acompanyava.
Caterina va donar suport al seu marit en la intensa actuació militar i política en el context de la guerra civil que feu estralls en les relacions familiars entre parents que militaven en bàndols contraris, de manera que Caterina un cop acabada la guerra podia haver influït en la pacificació de la família, en proposar la unió de la seva filla Isabel amb Felip Dalmau, hereu del vescomtat de Rocaberti. El 1474, durant la guerra contra l'ocupació francesa del Rosselló, va defensar valerosament la plaça de Canet de Rosselló davant la invasió francesa.
Va tenir sis fills: Pere de Rocabertí, que morí al Rosselló el 1473; Bernat Hug, que fou el seu hereu a la baronia de Sant Mori; Isabel o Elisabet, que es casà amb el seu cosí el vescomte Felip Dalmau II de Rocabertí; Joana; Rafaela, i Francesca.